# Vinter-OL 2034
|  | Denne artikel indeholder information om en fremtidig sportsbegivenhed Der kan forekomme spekulativ information, og indholdet kan ændres dramatisk når arrangementet nærmer sig og mere information bliver tilgængelig. |

Vinter-OL 2034 (eller  De 27. olympiske vinterlege) er en international multisportkonkurrence, som bliver arrangeret i Salt Lake City i Utah, USA i 2034. Det vil blive anden gang på seks år, at der afholdes et OL i USA, eftersom de olympiske sommerlege i 2028 afholdes i Los Angeles, Californien. Dermed vil der igen gå seks år imellem, at et sommer- og et vinter-OL afholdes i USA. Det samme var tilfældet mellem sommerlegene i Atlanta i 1996 og vinterlegene i 2002 i Salt Lake City.